# Malik Allen
Malik Omar Allen (Willingboro, 27 giugno 1978) è un allenatore di pallacanestro ed ex cestista statunitense, professionista nella NBA.

## Carriera
Il 17 luglio 2008 ha firmato un contratto con i Milwaukee Bucks, la sua sesta squadra in otto anni.